# (70850) Schur
(70850) Schur est un astéroïde de la ceinture principale.

## Description
(70850) Schur est un astéroïde de la ceinture principale. Il fut découvert le 4 novembre 1999 aux Monts Santa Catalina par le projet CSS. Il présente une orbite caractérisée par un demi-grand axe de 2,74 UA, une excentricité de 0,05 et une inclinaison de 4,1° par rapport à l'écliptique.

## Compléments